# عبد الله الصريخ
عبد الله سليمان منصور الصريخ (1954 - 2021) مغني وملحن سعودي شعبي. من مواليد مدينة عنيزة - القصيم.

## السيرة الذاتية
هو عبد الله بن سليمان بن منصور الصريخ ولد في 1954 في عنيزة. بدأ شغفه بالموسيقى منذ الصغر فتعلم العزف على آلات عديدة بطريقة سرية برفقة أصدقائه في جلسات شبابية خاصة.
اتجه إلى الفن الشعبي بشكل رسمي في 1974 عبر تمكنه من أداء مقام الصبا عندما كان شابا يافعا، مما مكنه من إحياء العديد من الحفلات والجلسات الشعبية الخاصة في عنيزة وغيرها. في 1976 شارك في تقديم أغنية وطنية للتلفزيون السعودي بعنوان «يا ربى الفيحاء» بمناسبة عودة الملك خالد. في 1977 اتجه إلى الكويت لتسجيل أغانيه هناك حيث سجل شريطا كاملا قبل أن يرحل إلى القاهرة حيث كان أول تسجيل له رسمي بقيادة الموسيقار هاني مهنا وقام بتوزيع هذا العمل استوديو سمراء.

## حياته الفنية
قدم الفنان عبد الله الصريخ العديد من الحفلات والجلسات الشعبية الخاصة والعامة، وحفلات في الجمعيات والأندية الرياضية فأحيا حفلات في نادي النجمة، ونادي العربي في عنيزة، ونادي النصر في الرياض حيث أحيا حفلة بمشاركة مجموعة من الفنانين منهم فهد بن سعيد. كما أحيا حفلات في نادي الشعلة في الخرج، وغيرها من الأندية الرياضية.
تعاون عبد الله الصريخ مع العديد من الشعراء منهم عبد الله العليوي، ومحمد العبيد الله، ومحمد الخويطر، وعبد العزيز السناني، وفهد السعدون، وأحمد البريكان، وناصر الأحمد، وطلال السعيد، والأمير سعود بن بندر، وغيرهم من الشعراء. تتميز أغاني عبد الله الصريخ أنها كانت جميعها من ألحانه ولم يشاركه في التلحين سوى الموسيقار محمد شفيق في أغنية «يا ليت للعشاق دربٍ جديد» وهي من كلمات الأمير سعود بن بندر والتي أهداها لعبد الله الصريخ. وكذلك أغنية «أقول يا شقراء السلام» حيث شاركه في التلحين فرقة الإذاعة، وأغنية «جرحتني برضاك» التي شاركه في تلحينها محمد الدويس.

## أشهر أغانيه
- ماني مسير
- كلن يقول الوقت
- فز قلبي
- يا هوى بس يكفيني مصايب
- ياللي نسيت الحب
- يا ليت للعشاق
- يا بلابل
- ترفّق
- أحسن الله بالعزا
- بيني وبينك
- قرب يطيب الجرح
- أبكي هوانا
- قبل ترحل
- معذور لو تقسى على القلب معذور
- ابتسم لي واضحك بضحكة حنان
- ألف أولف
- دنيا تدور أيام
- ذكرتني حبك وأن أقول ناسيه
- أنا ما عرفت أن الدهر للعرب خوان
- آه يا صبر روحي
- على ذكراك أعيش العمر يا ظالم وأنا المظلوم
- عجايب زماني

## عندليب نجد
أطلق على الفنان عبد الله الصريخ بلقب "عندليب نجد" كونه اشتهر بـ "مقام الصبا"، إذ يُعدُّ هذا المقام بموسيقى حزينة مبكية الآلات، وسلك هذا اللون لطفولته القاسية.

## الإعلام والتهميش
ذكر الفنان عبد الله الصريخ في إحدى مقابلاته التلفزيونية وتحديدًا مع برنامج وينك "نحن موجودون بالساحة، ولكن أين الإعلام عنّا، فلنا صولات وجولات، وقد أسمعت لو ناديت حيًّا ولكن لا حياة لمن تنادي، وأتمنى من الإعلام الاهتمام بالفن الشعبي، فهناك فنانون سابقون رحلوا.. لا استفادوا ولا كرموا مثل سلامة العبد الله، سالم الحويل، حمد الطيار، وواجهنا إحباطًا من هذا التجاهل".

## وفاته
توفي الفنان عبدالله الصريخ في يوم الجمعة 16 جمادى الآخرة 1442هـ الموافق 29 يناير 2021 عن عمرٍ ناهز 67 عامًا.

## محمد سلامة
نعى الباحث والناقد الفني محمد سلامة، الفنان الراحل عبد الله الصريخ، حيث ذكر أن مسيرة الراحل امتدت أكثر من 40 سنة، تميز فيها بأغانيه على مقام الصبا، ومثّل السعودية في المحافل المحلية والدولية.

## التلحين
نشر الإعلامي محمد الخميسي عبر حسابه على "تويتر" تغريدة نعى فيها الفنان الراحل عبد الله الصريخ، الذي عُرف أنه كان يلحن جميع أعماله الفنية، وإن كان قد شاركه في تلحين أغنية "يا ليت للعشاق درب جديد" الموسيقار محمد شفيق، وأغنية "أقول يا شقراء السلام" فرقة الإذاعة.